# Scoparia albonigra
Scoparia albonigra là một loài bướm đêm trong họ Crambidae.